# PS3M
PS3M war eine deutsche Spielezeitschrift zu Produkten rund um die Konsolen PlayStation 3, PlayStation Portable und PlayStation Vita von Sony. Die erste Ausgabe erschien am 22. Oktober 2008.
Das monatlich erscheinende Magazin testete Spiele, brachte Vorschauen zu kommenden Spielen, sowie aktuelle Nachrichten zu den Konsolen. Daneben wurden Interviews und Entwicklerportraits sowie Berichte aus der E-Sport-Szene und Lesermeinungen in Form von Leserumfragen, -briefen und Mitmach-Charts veröffentlicht. Verlegt wurde das Heft von der Airmotion Games Verlags GmbH, die auch das Magazin 360 Live, eine Zeitschrift mit dem Thema Xbox 360, herausgab. PS3M erschien meist am letzten Mittwoch des Monats in Deutschland, der Schweiz sowie in Österreich und umfasste 84 Seiten.
Mit dem Printmagazin verbunden war die Webseite ps3m.de. Hier fanden Leser Nachrichten aus der Branche, Tests und Vorschauen zu Spielen, eine Veröffentlichungsliste, eine Mediengalerie mit Videos und Screenshots, ein Forum, ein Blog der Redakteure und Gewinnspiele.
Die Airmotion Games Verlags GmbH stellt 2014 den Geschäftsbetrieb ein. Aufgrund sinkender Auflagenzahlen erschien die letzte Ausgabe der PS3M im Dezember 2013.